# Triclistus kotenkoi
Triclistus kotenkoi là một loài tò vò trong họ Ichneumonidae.